# Молога (Костромская область)
Молога — деревня в Буйском районе Костромской области. Входит в состав Барановского сельского поселения.

## География
Находится в западной части Костромской области на расстоянии приблизительно 2 км на северо-восток по прямой от районного центра города Буй.

## Население
Постоянное население составляло 76 человек в 2002 году (русские 100 %), 57 в 2022.